# Robert Griffin III
Robert Lee Griffin III (Okinawa; 12 de febrero de 1990), apodado RG3, es un reconocido jugador de fútbol americano retirado que jugó en la posición de quarterback de Washington Redskins, Baltimore Ravens y Cleveland Browns de la Liga Nacional de Fútbol Americano (NFL) desde 2012 hasta 2020, actualmente ejerce de comentador. Jugó al fútbol americano universitario en la Universidad de Baylor, donde ganó en 2011 el Trofeo Heisman. Fue seleccionado por Washington Football Team en segundo lugar general en el draft de 2012. Griffin ganó ese mismo año el premio de Novato Ofensivo del Año.

## Vida personal
Griffin nació en Okinawa, Japón, donde sus padres Robert Griffin Jr. y Jacqueline Ross, eran ambos sargentos del Ejército de los Estados Unidos. Posteriormente la familia vivió en Fort Lewis cerca de Tacoma, Washington, más tarde se trasladaron a Nueva Orleans, Louisiana, y finalmente se establecieron en Copperas Cove, Texas, en 1997.
Griffin comenzó a salir con Rebecca Liddicoat en 2009 y se casaron el 6 de julio de 2013. Rebecca dio a luz a su primer hijo, una niña, Reese Ann, en 2015. En agosto de 2016 se dio a conocer que la pareja se había separado y estaba en proceso de divorcio.
En agosto de 2016, a Griffin y a la atleta estonia Grete Šadeiko se les relacionó. Se comprometieron el 13 de agosto de 2017. Ese mismo año anunció el nacimiento de su segunda hija, Gloria. Se casaron en marzo de 2018. Su tercera hija, Gameya, nació el 7 de septiembre de 2019. En julio de 2022 se hizo público que estaban esperando su tercer hijo en común y el cuarto en total del jugador. Su hija Gia nació a principios de 2023.
Griffin creció siendo fan de los Denver Broncos y de Mike Shanahan. Griffin es cristiano evangélico y dice que su relación con Dios es "su influencia más importante."
Antes de comenzar su temporada con los Redskins, Griffin firmó contratos con Adidas, Castrol Motor Oil, EA Sports, EvoShield, Gatorade, Nissan, y Subway.